# Christophe Hérelle
Christophe Hérelle (Niza, 22 de agosto de 1992) es un futbolista francés que juega de defensa en el Bodrum F. K. de la Superliga de Turquía.

## Trayectoria
Hérelle comenzó su carrera deportiva en el F. C. Sochaux-Montbéliard, equipo en el que jugó entre 2010 y 2014.
En 2014 se marchó al SR Colmar, y en 2015 se marchó al U. S. Créteil, de la Ligue 2.
Tras fichar en 2016 por el E. S. Troyes A. C. de Ligue 2, equipo en el que disputó 66 partidos a lo largo de dos temporadas, debutó en la Ligue 1, después de que el Troyes lograse el ascenso en la temporada 2016-17.
Su buen rendimiento hizo que fichase por el club de su ciudad natal, el O. G. C. Niza, que también jugaba en Ligue 1.
En 2020 fichó por el Stade Brestois 29, también equipo de la Ligue 1.

## Clubes
| Club                         | País    | Año       |
| ---------------------------- | ------- | --------- |
| F. C. Sochaux-Montbéliard II | Francia | 2010-2014 |
| SR Colmar                    | Francia | 2014-2015 |
| U. S. Créteil                | Francia | 2015-2016 |
| E. S. Troyes A. C.           | Francia | 2016-2018 |
| O. G. C. Niza                | Francia | 2018-2020 |
| Stade Brestois 29            | Francia | 2020-2023 |
| F. C. Metz                   | Francia | 2023-2024 |
| Bodrum F. K.                 | Turquía | 2024-     |